# Holger Greilich
Holger Greilich (* 12. Juli 1971 in Mainz) ist ein ehemaliger deutscher Fußballspieler.

## Karriere
Der gebürtige Mainzer Holger Greilich spielte ab 1991 für den 1. FSV Mainz 05. Zuvor war er bereits für die Amateurclubs SC Lerchenberg, MTV 1817 Mainz und SpVgg Ingelheim aktiv gewesen. Sein Debüt beim damaligen Zweitligisten gab er am 9. August 1991 in der Partie gegen den FC 08 Homburg (0:0), als er in der 65. Minute für Mike Janz eingewechselt wurde. Im Verlauf der Saison 1992/93 hatte er sich dann auch einen Stammplatz in der Mainzer Elf erobert.
Im Jahre 1995 verließ er die Nullfünfer und ging zu 1860 München, das 1994 in die Bundesliga aufgestiegen war. Bei den damals von Werner Lorant trainierten „Löwen“ entwickelte er sich mit der Zeit zum Leistungsträger und stand vor der Aufnahme in die deutsche Nationalmannschaft. 1999 erlitt er allerdings einen Knorpelschaden im Knie. Nach der Wiedergenesung wurde er zunächst wieder regelmäßig eingesetzt und bestritt auch Spiele in der A2-Nationalmannschaft, eine Verletzung in der Saison 2000/01 führte dann aber zum Karriereknick.
2002 ging er nach Zypern zu Omonia Nikosia, wo er auf weitere Ex-Bundesligaspieler wie Stefan Brasas, Marco Haber und den schon länger in Zypern spielenden Rainer Rauffmann traf. Nach nur einer Saison ging er wieder nach zurück nach Deutschland, wo er beim Regionalligisten 1. FC Saarbrücken anheuerte. Nach nur drei Spielen für die Saarländer zog er sich allerdings erneut eine Knieverletzung zu und bestritt keine weitere Partie mehr. Nach der Saison beendete er seine Karriere.

## Statistik
| Liga          | Spiele (Tore) |
| ------------- | ------------- |
| Bundesliga    | 114 (2)       |
| 2. Bundesliga | 092 (0)       |
| Regionalliga  | 03 (0)        |
| Wettbewerb    |               |
| DFB-Pokal     | 010 (0)       |

| Saison  | Verein            | Liga                    | Spiele 1 | Tore |
| ------- | ----------------- | ----------------------- | -------- | ---- |
| 1991/92 | Mainz 05          | 2. Bundesliga           | 8        | 0    |
| 1992/93 | Mainz 05          | 2. Bundesliga           | 29       | 0    |
| 1993/94 | Mainz 05          | 2. Bundesliga           | 28       | 0    |
| 1994/95 | Mainz 05          | 2. Bundesliga           | 27       | 0    |
| 1995/96 | 1860 München      | Bundesliga              | 25       | 1    |
| 1996/97 | 1860 München      | Bundesliga              | 22       | 0    |
| 1997/98 | 1860 München      | Bundesliga              | 18       | 1    |
| 1998/99 | 1860 München      | Bundesliga              | 22       | 0    |
| 1999/00 | 1860 München      | Bundesliga              | 20       | 0    |
| 2000/01 | 1860 München      | Bundesliga              | 2        | 0    |
| 2001/02 | 1860 München      | Bundesliga              | 5        | 0    |
| 2002/03 | Omonia Nikosia    | Erste Division (Zypern) | 16       | 0    |
| 2003/04 | 1. FC Saarbrücken | Regionalliga            | 3        | 0    |

## Privates
Greilich lebt heute (2009) mit seiner Familie in München und betreibt dort zusammen mit seinem ehemaligen Mitspieler Thomas Häßler eine Café-Bar.